# Peter Petrowitsch Dolgorukow

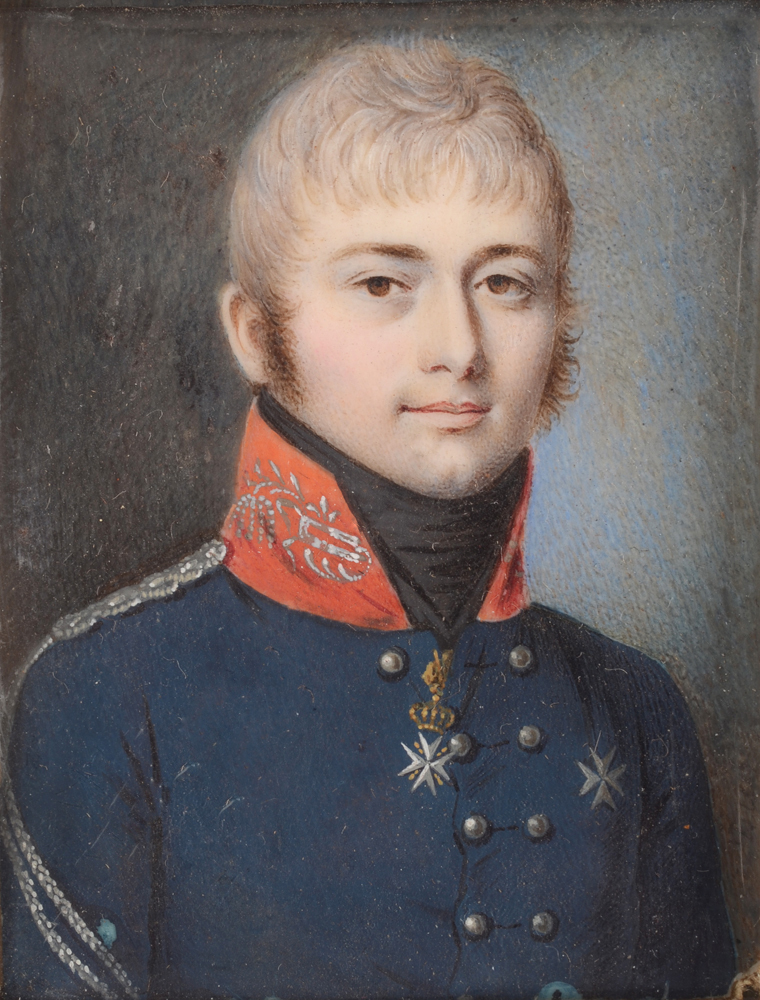
Peter Petrowitsch Dolgorukow, der Jüngere

Fürst Peter Petrowitsch Dolgorukow der Jüngere (russisch Пётр Петрович Долгоруков; wissenschaftliche Transliteration Pëtr Petrovič Dolgorukov,* 30. Dezember 1777; † 20. Dezember 1806), auch Pjotr Petrowitsch Dolgorukij, war ein russischer Offizier und Diplomat.

## Leben
Peter Petrowitsch Dolgorukow stammte aus dem russischen Adelsgeschlecht der Dolgorukow. Er war der zweite Sohn des Generals Peter Petrowitsch Dolgorukow des Älteren (1744–1815) und Bruder des Generals Michail Petrowitsch Dolgorukow (1780–1808).
Bereits im Alter von 3 Monaten schrieb ihn sein Vater 1778 in das Ismailowski Leibgarde-Regiment der kaiserlichen Leibgarde ein, 1792 wurde er bereits als Hauptmann gelistet. Als Major kam er 1793 nach Moskau und diente als Adjutant bei seinem Onkel Juri (Georg) Wladimirowitsch Dolgorukow (1740–1830). Im Alter von kaum 20 Jahren wurde Peter 1797 Oberst. Seiner engen Freundschaft mit dem gleichaltrigen Kronprinzen Alexander verdankte er 1798 die Beförderung zum Generalmajor und die Berufung zum Militärgouverneur von Smolensk. Seit 1799 Generaladjutant Zar Pauls, gehörte er angeblich zu jenen Verschwörern, die diesen ermordeten und wurde 1801 von Pauls Nachfolger Alexander übernommen. Er diente dem jungen Zaren auf diplomatischen Missionen 1802 und 1804 in Schweden und Preußen und begleitete Alexander 1805 nach Berlin und Potsdam. 
In Alexanders Umfeld zählten die Brüder Peter und Michail Dolgorukow zur sogenannten „Kriegspartei“, die den Zaren zur Koalition mit dem Kaisertum Österreich und zum Krieg gegen Frankreich drängten, obwohl sie – dem russischen Historiker Eugen Tarlé zufolge – militärisch „absolute Nullen“ waren. Am Vorabend der Schlacht von Austerlitz wurde Peter zu Verhandlungen mit dem französischen Kaiser Napoleon entsandt, dem er in arroganter Weise für Frankreich unannehmbare Forderungen unterbreitete. Überheblich und unerfahren ließ er sich von Napoleon täuschen, der sich angeschlagen und verstört gab, um die Russen zum überstürzten Angriff zu bewegen. Napoleon soll sich noch jahrelang über die Dummheit des Fürsten Dolgorukow amüsiert haben und bezeichnete ihn in seinen Memoiren als „freluquet“ (zu Deutsch etwa: hochnäsiger Laffe, Fant, Fatzke).
Nach der russisch-österreichischen Niederlage wurde er als Sondergesandter nach Preußen geschickt, dann 1806 in den Krieg gegen das Osmanische Reich entsandt und schließlich während des Preußisch-Russischen Krieges gegen Frankreich wieder nach Petersburg zurückbeordert und der in Polen operierenden Armee zugeteilt. Er erkrankte jedoch auf seiner Rückreise von der osmanischen Front und starb bei seiner Ankunft in St. Petersburg trotz der Bemühungen der Hofärzte.

## Auszeichnungen
- Orden des Heiligen Georg, III. Klasse